# Rào cản phi thuế quan trong thương mại quốc tế
Rào cản phi thuế quan trong thương mại quốc tế (chữ Anh: Non-tariff barriers to trade, viết tắt: NTBs), hoặc gọi Biện pháp phi thuế quan (NTMs), là những trở ngại trong hoạt động thương mại quốc tế, giới hạn việc nhập khẩu hoặc xuất khẩu hàng hoá và dịch vụ không thông qua hình thức đánh thuế. Khác với thuế quan – tức thuế đánh trực tiếp lên hàng hoá qua biên giới – các rào cản này sử dụng những biện pháp gián tiếp, song lại có tác động mạnh mẽ không kém. Dù có thể tuân thủ các quy tắc thương mại quốc tế hiện hành, các biện pháp phi thuế quan vẫn thường gây tranh cãi, bởi lẽ chúng đôi khi bị sử dụng như công cụ bảo hộ trá hình, nhằm che chở cho sản phẩm nội địa trước sự cạnh tranh từ bên ngoài. Trên thực tế, những quy định thương mại được áp dụng một cách đồng đều cho mọi quốc gia có thể lại gây thiệt hại nặng nề hơn cho một số nước so với các nước khác – đặc biệt là đối với những nền kinh tế đang phát triển, vốn “lực bất tòng tâm” trong việc đáp ứng các tiêu chuẩn khắt khe từ bên ngoài.
Cộng đồng Phát triển miền Nam châu Phi (SADC) định nghĩa rào cản phi thuế quan là “bất kì chướng ngại nào đối với thương mại quốc tế không thuộc dạng thuế nhập khẩu hay thuế xuất khẩu. Những chướng ngại này có thể bao gồm hạn ngạch nhập khẩu, trợ cấp, sự trì hoãn tại hải quan, các rào cản kĩ thuật hoặc các cơ chế khác làm cản trở hoặc làm chậm quá trình giao thương”. Tổ chức Thương mại Thế giới (WTO) cũng đã chỉ ra một số hình thức điển hình của rào cản phi thuế quan, bao gồm giấy phép nhập khẩu, quy tắc định giá hàng hoá tại hải quan, kiểm định trước khi xuất xưởng, quy định về xuất xứ hàng hoá (như “sản xuất tại đâu”), và các biện pháp liên quan đến đầu tư có tác động đến thương mại. Theo một báo cáo công bố năm 2019 của Hội nghị Liên Hợp Quốc về Thương mại và Phát triển (UNCTAD), chi phí giao thương phát sinh từ các biện pháp phi thuế quan cao gấp hơn hai lần so với chi phí do thuế quan truyền thống gây ra. Điều này minh chứng cho nhận định: “Rào cản tuy vô hình, nhưng sức nặng thì rất thật”.
Xét về hình thức, rào cản phi thuế quan được chia thành hai loại:
1. Loại trực tiếp: Đây là những biện pháp mà quốc gia nhập khẩu áp dụng nhằm giới hạn trực tiếp về số lượng hoặc giá trị của hàng hoá nhập khẩu, hoặc buộc quốc gia xuất khẩu phải chủ động hạn chế lượng hàng xuất sang thị trường của họ. Ví dụ điển hình gồm có: Hạn ngạch nhập khẩu, cam kết tự nguyện hạn chế xuất khẩu (thường gọi là “hạn chế xuất khẩu tự động”).
2. Loại gián tiếp: Đây là các biện pháp mà quốc gia nhập khẩu đưa ra những điều kiện và tiêu chuẩn nghiêm ngặt để hàng hoá nước ngoài khó có thể đáp ứng, từ đó gián tiếp ngăn cản việc nhập khẩu. Các ví dụ bao gồm: Chế độ đặt cọc khi nhập khẩu, quy định kĩ thuật khắt khe, hoặc yêu cầu kiểm dịch nghiêm ngặt về vệ sinh, an toàn thực phẩm.

Mục tiêu then chốt của các rào cản phi thuế quan là nhằm hạn chế nhập khẩu ở một mức độ nhất định, qua đó bảo vệ thị trường trong nước và thúc đẩy sự phát triển của ngành công nghiệp nội địa. Có thể ví von rằng, đây là tấm áo giáp vô hình giúp che chở nền kinh tế trong nước khỏi “gió chướng” của cạnh tranh toàn cầu. So với thuế quan – vốn là hình thức điều tiết rõ ràng và minh bạch – thì rào cản phi thuế quan mang tính linh hoạt, có chủ đích rõ ràng, ẩn mình khéo léo, và đôi khi mang tính phân biệt đối xử. Chính vì vậy, mức độ bảo hộ mà chúng tạo ra thường mạnh mẽ và trực diện hơn rất nhiều.
Vào ngày 10 tháng 4 năm 2025, Hoa Kỳ và Việt Nam đã công bố một bước tiến quan trọng trong quan hệ kinh tế song phương: Hai bên đạt được thoả thuận thông qua đàm phán song phương về việc dỡ bỏ các rào cản phi thuế quan lẫn nhau, với trọng tâm là: Thừa nhận lẫn nhau về chứng nhận kĩ thuật, và Đơn giản hoá quy trình kiểm định đối với nông sản. Đây là tín hiệu tích cực trong bối cảnh kinh tế toàn cầu đang đối mặt với nhiều biến động, thể hiện nỗ lực của hai quốc gia trong việc mở rộng cửa ngõ giao thương, giảm bớt những rào cản vô hình, đồng thời tăng cường tính minh bạch và hiệu quả của thương mại quốc tế. Có thể nói, “gỡ rào là mở lối”, thoả thuận này được kì vọng sẽ giúp thúc đẩy mạnh mẽ kim ngạch xuất nhập khẩu giữa hai nước trong thời gian tới.

## Thực trạng rào cản phi thuế quan hiện nay
Ngoại trừ các khoản trợ cấp xuất khẩu và hạn ngạch, phần lớn rào cản phi thuế quan (NTBs) hiện nay có tính chất tương tự như thuế quan. Trong suốt tám vòng đàm phán của Tổ chức Thương mại Thế giới (WTO) và Hiệp định Chung về Thuế quan và Thương mại (GATT), mức thuế áp lên hàng hoá sản xuất đã liên tục được cắt giảm. Tuy nhiên, khi thuế quan được hạ thấp, chủ nghĩa bảo hộ – vốn như chiếc bóng luôn theo sau lợi ích quốc gia – đã nhanh chóng tìm đến những “lá chắn mới” dưới hình thức các rào cản phi thuế quan mới, điển hình là các rào cản kĩ thuật trong thương mại (Technical Barriers to Trade – TBT). Theo báo cáo của Hội nghị Liên Hợp Quốc về Thương mại và Phát triển (UNCTAD, 2005), việc sử dụng các rào cản phi thuế quan dựa trên kiểm soát về khối lượng và mức giá đã giảm mạnh, từ 45% vào năm 1994 xuống còn 15% vào năm 2004. Ngược lại, việc sử dụng các rào cản phi thuế quan khác lại tăng từ 55% lên 85% trong cùng giai đoạn.
Xu hướng tiêu dùng ngày càng chú trọng đến sản phẩm an toàn và thân thiện với môi trường cũng góp phần làm tăng sức ảnh hưởng của các rào cản kĩ thuật thương mại (TBT). Nói cách khác, người tiêu dùng hiện đại không còn “ăn no mặc ấm” mà đã chuyển sang “ăn sạch mặc đẹp” – và điều này ảnh hưởng sâu sắc đến cấu trúc chính sách thương mại toàn cầu. Nhiều rào cản phi thuế quan hiện nay được điều chỉnh bởi các hiệp định của WTO, mà nguồn gốc bắt đầu từ Vòng đàm phán Uruguay, bao gồm: Hiệp định về Rào cản Kĩ thuật trong Thương mại (TBT Agreement); Hiệp định về Các Biện pháp An toàn Thực phẩm và Kiểm dịch Động – Thực vật (SPS Agreement); Hiệp định về Dệt may và Trang phục (Agreement on Textiles and Clothing); Cùng với đó là các điều khoản cụ thể trong Hiệp định GATT. Đáng chú ý, rào cản phi thuế quan trong lĩnh vực dịch vụ chuyên môn hiện nay đang có tầm quan trọng không kém gì các rào cản trong lĩnh vực thương mại hàng hoá – một minh chứng rõ rệt cho sự chuyển dịch của nền kinh tế toàn cầu từ “công xưởng” sang “dịch vụ và tri thức”.
Trên thực tế, phần lớn các rào cản phi thuế quan đều mang màu sắc bảo hộ, trừ khi chúng được đặt ra nhằm ứng phó với những vấn đề thực tế của thị trường – như các ngoại tác tiêu cực hoặc sự bất cân xứng thông tin giữa người tiêu dùng và nhà sản xuất. Một ví dụ tiêu biểu là các tiêu chuẩn an toàn và yêu cầu ghi nhãn sản phẩm – những biện pháp này, tuy có thể gây khó khăn cho hàng hoá nhập khẩu, nhưng lại đóng vai trò như hàng rào chắn để bảo vệ sức khoẻ cộng đồng và quyền lợi người tiêu dùng.

## Các loại rào cản phi thuế quan
Chính sách rào cản phi thuế quan có thể được phân loại thành ba nhóm chính: nhóm bảo hộ, nhóm hỗ trợ hành chính, và nhóm không mang tính bảo hộ.
| Chính sách            | Mục đích                                                                                        | Ví dụ minh hoạ | Hậu quả tiềm ẩn |
| --------------------- | ----------------------------------------------------------------------------------------------- | --- | --- |
| Chính sách bảo hộ     | Hỗ trợ doanh nghiệp trong nước nhưng gây bất lợi cho doanh nghiệp nước ngoài.                   | Hạn ngạch nhập khẩu; yêu cầu sử dụng linh kiện nội địa; quy trình mua sắm công của nhà nước; luật chống bán phá giá.                                                                              | Có thể bị khiếu nại tại Tổ chức Thương mại Thế giới (WTO), các cơ chế giải quyết tranh chấp trong khu vực mậu dịch tự do hoặc tại các diễn đàn thương mại quốc tế khác.       |
| Chính sách hỗ trợ     | Hỗ trợ doanh nghiệp trong nước nhưng không làm phương hại đến lợi ích của nước khác.            | Trợ cấp từ ngân sách quốc gia; cứu trợ các ngành công nghiệp nội địa. | Các quốc gia bị ảnh hưởng tiêu cực có thể áp dụng biện pháp trả đũa nhằm tự vệ, như áp thuế đối đẳng hoặc trợ cấp tương đương.                                                |
| Chính sách phi bảo hộ | Nhằm bảo vệ sức khoẻ và an toàn của con người, động thực vật, hoặc bảo vệ môi trường sinh thái. | Các yêu cầu về giấy phép, ghi nhãn và đóng gói; quy định vệ sinh an toàn thực phẩm; kiểm dịch thực vật và động vật; cấm nhập khẩu dựa trên các phương pháp đánh bắt hoặc khai thác gây tranh cãi. | Hệ quả chính thức thường bị giới hạn, nhưng lại dẫn đến nỗ lực quốc tế nhằm thiết lập tiêu chuẩn chung hoặc cơ chế công nhận lẫn nhau giữa các hệ thống tiêu chuẩn khác biệt. |

Tuỳ theo cách tiếp cận của từng học giả, việc phân loại rào cản phi thuế quan có thể khác nhau. Có người chia thành các nhóm như: Thuế nội địa, rào cản hành chính, quy định về sức khoẻ và vệ sinh, và chính sách mua sắm của chính phủ. Những cách phân loại chi tiết hơn còn bao gồm: Các hạn chế cụ thể đối với thương mại; thủ tục hành chính và hải quan khi nhập khẩu; tiêu chuẩn kĩ thuật; sự can thiệp của nhà nước vào thương mại; các khoản phí đánh vào hàng nhập khẩu; cùng nhiều nhóm khác.
Nhóm thứ nhất bao gồm các biện pháp nhằm trực tiếp hạn chế hàng hoá nhập khẩu để bảo vệ một số lĩnh vực công nghiệp quốc nội – như một “tấm khiên” che chắn cho sản xuất trong nước trước sóng gió của cạnh tranh toàn cầu. Một số hình thức cụ thể bao gồm: Cấp giấy phép và phân bổ hạn ngạch nhập khẩu; thuế chống bán phá giá và thuế đối đẳng; đặt cọc nhập khẩu; cam kết tự nguyện hạn chế xuất khẩu từ nước xuất khẩu; giá nhập khẩu tối thiểu. Những biện pháp này thường đánh trực diện vào dòng chảy thương mại, hạn chế lượng hàng hoá ngoại nhập nhằm tạo điều kiện thuận lợi cho sản phẩm nội địa tiêu thụ. Nhóm thứ hai bao gồm các biện pháp tuy không đặt mục tiêu rõ ràng là cản trở thương mại quốc tế, nhưng trên thực tế, các biện pháp hành chính – kĩ thuật vẫn vô tình tạo ra rào cản đối với hoạt động thương mại, chủ yếu do sự phức tạp trong quy trình hoặc tiêu chuẩn khắt khe. Các ví dụ thường gặp bao gồm: Thủ tục hải quan phức tạp, kéo dài; tiêu chuẩn kĩ thuật và quy chuẩn ngành nghề; tiêu chuẩn vệ sinh, kiểm dịch y tế và thú y; yêu cầu bắt buộc về ghi nhãn, đóng gói, đóng chai... Những quy định này giống như “thủ tục nhiêu khê” hay “hành chính rối rắm” – khiến cho hàng hoá nhập khẩu phải “qua nhiều cửa, vượt nhiều ải” mới vào được thị trường đích. Nhóm thứ ba bao gồm các biện pháp về hình thức không nhắm đến việc hạn chế nhập khẩu hay khuyến khích xuất khẩu, nhưng trong thực tế lại dẫn đến hệ quả tương tự. Nghĩa là, tuy không “dụng ý cản trở”, nhưng “hữu ý hay vô tình”, những biện pháp này vẫn gây ra hệ quả hạn chế thương mại, dưới hình thức “giọt nước làm tràn li” trong chuỗi cung ứng toàn cầu. Chẳng hạn, việc yêu cầu hàng nhập khẩu phải qua kiểm định gắt gao, dù được trình bày là vì “lợi ích người tiêu dùng”, vẫn có thể bị lạm dụng như một hình thức che đậy của chủ nghĩa bảo hộ. Nhiều quy định tưởng chừng trung lập, nhưng lại tạo ra rào cản vô hình, khiến thương nhân nước ngoài gặp khó khi tiếp cận thị trường nội địa.

## Một số ví dụ tiêu biểu về rào cản phi thuế quan

### Chậm trễ hành chính và quan liêu tại cửa khẩu
Những trì hoãn do thủ tục hành chính và bộ máy quan liêu tại biên giới gây ra không chỉ làm tăng chi phí duy trì hàng tồn kho, mà còn gây ra sự bất định trong chuỗi cung ứng. Ví dụ, mặc dù Thổ Nhĩ Kì có hiệp định liên minh thuế quan (một phần) với EU (en), nhưng hàng hoá xuất khẩu từ Thổ Nhĩ Kì sang EU vẫn phải gánh chịu một lượng lớn thủ tục hành chính rườm rà, mà theo ước tính của chính phủ Thổ Nhĩ Kì, gây tổn thất khoảng 3 tỉ euro mỗi năm cho nền kinh tế nước này.

### Kiểm duyệt nội dung
Trong phiên điều trần trước Uỷ ban Tài chính Thượng viện Hoa Kỳ (Tiểu uỷ ban Thương mại quốc tế, Hải quan và Năng lực cạnh tranh toàn cầu) năm 2020, diễn viên Richard Gere đã làm chứng rằng: kiểm duyệt nội dung đang trở thành một rào cản phi thuế quan trong thương mại quốc tế về văn hoá – truyền thông. Ông nói: “Lợi ích kinh tế đang buộc các hãng phim tránh né những đề tài xã hội – chính trị mà trước đây Hollywood từng dám đối mặt. Hãy tưởng tượng nếu ngày nay ai đó muốn làm lại Kundun của đạo diễn Martin Scorsese – một bộ phim về cuộc đời Đạt-lại Lạt-ma, hay như chính bộ phim Red Corner của tôi – công khai chỉ trích hệ thống pháp luật Trung Quốc. Chắc chắn, điều đó sẽ không xảy ra nữa.”

### Lệnh cấm vận
Cấm vận là hình thức ngăn cấm hoàn toàn việc trao đổi thương mại đối với một số loại hàng hoá. Lệnh cấm vận, hoặc các hình thức nhẹ hơn như hạn ngạch, có thể được áp dụng trên hàng nhập khẩu hoặc xuất khẩu đối với một số loại hàng hoá nhất định, hoặc với các quốc gia cụ thể. Ở mức nghiêm trọng nhất, cấm vận có thể được áp dụng cho toàn bộ hàng hoá đến hoặc đi từ một quốc gia. Lí do thường gặp là an toàn sinh học hoặc lí do chính trị, xem thêm: Trừng phạt kinh tế (en) và trừng phát quốc tế (en). Cần phân biệt rõ: Cấm vận là rào cản hợp pháp trong thương mại, không nên nhầm lẫn với phong toả quân sự, vốn được coi là hành vi chiến tranh.

### Hạn chế và kiểm soát ngoại hối
Hạn chế ngoại hối và kiểm soát ngoại hối là công cụ điều tiết ngoại thương quan trọng. Nhà nước có thể giới hạn lượng ngoại tệ được phép giao dịch, nhằm hạn chế nhập khẩu, hoặc thao túng tỉ giá hối đoái, nhằm thúc đẩy xuất khẩu và kìm hãm nhập khẩu. Biện pháp này giống như “vừa khoá vòi, vừa đẩy giá” – tạo ra lợi thế cho hàng trong nước nhưng làm méo mó thị trường tiền tệ và thương mại.

### Tiền kí quỹ nhập khẩu
Một hình thức khác của điều tiết thương mại là yêu cầu kí quỹ nhập khẩu. Theo đó, nhà nhập khẩu phải gửi một khoản tiền tương ứng với toàn bộ hoặc một phần giá trị lô hàng vào ngân hàng trung ương hoặc một ngân hàng được chỉ định (ví dụ: ngân hàng xuất nhập khẩu) của nước nhập khẩu, không được tính lãi và bị phong toả trong một thời gian nhất định.

### Quy định hành chính về dòng vốn
Ở cấp độ quốc gia, việc quy định và giám sát dòng vốn đầu tư giữa các quốc gia có thể được thực hiện thông qua luật đa phương, nhưng phổ biến hơn là thông qua hiệp định song phương. Các hiệp định song phương thường quy định rõ: Cách tiếp cận thị trường (công bằng, đối xử quốc dân, đãi ngộ tối huệ quốc); trình tự quốc hữu hoá và bồi thường; chuyển lợi nhuận, hồi hương vốn; cơ chế giải quyết tranh chấp.

### Giấy phép nhập khẩu – xuất khẩu
Một trong những công cụ điều tiết trực tiếp và phổ biến nhất đối với hoạt động ngoại thương là hệ thống cấp phép và hạn ngạch. Gần như mọi quốc gia công nghiệp hoá đều sử dụng hình thức này.
- Giấy phép chung: Cho phép nhập khẩu/xuất khẩu không giới hạn đối với các mặt hàng nằm trong danh mục cho phép trong một thời gian nhất định.
- Giấy phép đơn lẻ: Áp dụng cho từng doanh nghiệp, quy định rõ số lượng, giá trị hàng hoá, nước xuất xứ (hoặc nơi đến), thậm chí cả cửa khẩu sử dụng.

Việc cấp phép dựa trên các tiêu chuẩn quốc tế, như Hiệp định về thủ tục cấp phép nhập khẩu của Tổ chức Thương mại Thế giới (WTO), hoặc một số điều khoản của Hiệp định Chung về Thuế quan và Thương mại (GATT).

### Yêu cầu nội địa hoá
Một quốc gia nhập khẩu có thể yêu cầu bên xuất khẩu phải tăng cường yếu tố nội địa hoá trong sản phẩm hoặc dịch vụ, thông qua: Chỉ định doanh nghiệp nhập khẩu bản địa; liên doanh có tỉ lệ kiểm soát từ phía đối tác địa phương; yêu cầu toàn bộ quá trình sản xuất được thực hiện trong nước – điều này đôi khi kéo theo chuyển giao công nghệ và quyền sở hữu trí tuệ. Tổ chức Thương mại Thế giới (WTO) đến nay vẫn chưa có quan điểm rõ ràng về tính hợp pháp của các biện pháp nội địa hoá này, và đây là điểm gây nhiều tranh cãi.

### Tiêu chuẩn
Trong số các rào cản phi thuế quan, các tiêu chuẩn kĩ thuật chiếm một vị trí đặc biệt. Các quốc gia thường ban hành quy định về phân loại, ghi nhãn và kiểm nghiệm sản phẩm để đảm bảo sản phẩm trong nước tuân thủ quy chuẩn nội địa. Đồng thời, đây cũng là cách hạn chế sự lưu hành của hàng hoá ngoại quốc nếu không đáp ứng được các tiêu chuẩn tương đương hoặc cao hơn. Dưới danh nghĩa bảo vệ sức khoẻ cộng đồng và môi trường tự nhiên, nhiều quốc gia thiết lập hệ thống tiêu chuẩn nghiêm ngặt. Tuy nhiên, những tiêu chuẩn tưởng chừng như vì an toàn và sức khoẻ, đôi khi lại bị lợi dụng như vũ khí kinh tế trá hình, phục vụ cho mục tiêu bảo hộ thương mại hoặc lí do chính trị. Có thể nói, “lấy an toàn làm bình phong, nhưng mục tiêu là dựng rào chắn ngoại bang”.

### Hạn ngạch
Việc cấp giấy phép ngoại thương có liên hệ chặt chẽ với các biện pháp hạn chế định lượng – hay còn gọi là hạn ngạch trong hoạt động nhập khẩu và xuất khẩu. Một hạn ngạch là giới hạn cụ thể về giá trị hoặc số lượng hàng hoá được phép giao dịch trong một khoảng thời gian nhất định. Các hình thức hạn ngạch bao gồm: Hạn ngạch toàn cầu áp dụng cho nhiều quốc gia; Hạn ngạch theo mùa; Hạn chế xuất khẩu "tự nguyện".
Hạn ngạch là biện pháp quản lí hành chính trực tiếp của nhà nước đối với thương mại quốc tế. Chúng làm giảm tính linh hoạt của doanh nghiệp trong việc mở rộng thị trường, thu hẹp phạm vi quốc gia có thể giao thương và giới hạn về số lượng hàng hoá được phép nhập – xuất.
Hệ quả tất yếu là chi phí tăng cao, lựa chọn của người tiêu dùng bị hạn chế, và giá nhập khẩu tăng. Hạn ngạch có thể được thiết lập:
- Đơn phương: Do một nước đơn phương áp đặt mà không cần đàm phán.
- Song phương hoặc đa phương: Sau quá trình thương lượng và kí kết.

Hạn ngạch xuất khẩu là giới hạn về số lượng hàng hoá được phép xuất khẩu từ một quốc gia. Các lí do phổ biến để áp dụng hạn ngạch xuất khẩu bao gồm: Đảm bảo nguồn cung trong nước đối với mặt hàng khan hiếm; kiểm soát giá cả trên thị trường quốc tế; bảo vệ các mặt hàng chiến lược, như dầu mỏ hoặc nguyên liệu hiếm. Ngoài ra, nước nhập khẩu có thể yêu cầu nước xuất khẩu tự nguyện áp đặt hạn ngạch, ví dụ như trong các “thoả thuận tự nguyện”.

#### Thoả thuận hạn chế xuất khẩu "tự nguyện" (VER)
Trong thực tế, các quốc gia có nền kinh tế hoặc ảnh hưởng chính trị yếu thường bị các nước phát triển phương Tây ép buộc phải kí các thoả thuận hạn chế xuất khẩu "tự nguyện". Thực chất, đây là hình thức bị ép buộc dưới danh nghĩa tự nguyện, nhằm giới hạn lượng hàng hoá xuất khẩu đến một nước nhập khẩu.
Ví dụ: Nếu nước xuất khẩu bán sản phẩm dưới mức giá nhập khẩu tối thiểu do nước nhập khẩu quy định, thì nước nhập khẩu có quyền áp thuế chống bán phá giá – và doanh nghiệp xuất khẩu có thể bị đuổi khỏi thị trường. Những mặt hàng thường bị ảnh hưởng bởi VER bao gồm: Dệt may, giày dép, sản phẩm sữa, điện tử tiêu dùng, máy móc công cụ.
Việc phân chia hạn ngạch giữa các quốc gia luôn là vấn đề nhạy cảm và dễ nảy sinh tranh chấp, vì cần đảm bảo rằng hàng hoá từ một nước không bị chuyển hướng và vi phạm hạn ngạch áp đặt với nước khác. Đáng chú ý, một số hạn ngạch không phải để bảo vệ sản xuất nội địa. Ví dụ, Nhật Bản áp dụng hạn ngạch với nhiều sản phẩm nông nghiệp mà nước này không sản xuất, nhằm: Tạo lợi thế thương lượng trong đàm phán xuất khẩu; tránh phụ thuộc quá mức vào nước ngoài với các sản phẩm thiết yếu – nhất là khi nguồn cung có thể bị gián đoạn do thời tiết hoặc biến động chính trị.
Hạn ngạch xuất khẩu cũng có thể: Bảo vệ người tiêu dùng trong nước bằng cách giữ lại hàng hoá đủ cung ứng; ngăn cạn kiệt tài nguyên thiên nhiên; tăng giá xuất khẩu bằng cách giảm nguồn cung ra thị trường quốc tế. Ví dụ, các quốc gia sản xuất cà phê và dầu mỏ có thể sử dụng hạn ngạch để kiểm soát thị trường, khiến giá tăng lên tại các nước nhập khẩu.
Hạn ngạch có thể được phân loại như sau: Hạn ngạch theo thuế suất, hạn ngạch toàn cầu, hạn ngạch phân biệt đối xử, hoặc hạn ngạch xuất khẩu.

## Thiếu hụt thông tin – rào cản vô hình
Thiếu thông tin về các rào cản phi thuế quan là một trở ngại nghiêm trọng đối với năng lực cạnh tranh của các nước đang phát triển. Để khắc phục điều này, Trung tâm Thương mại Quốc tế đã tiến hành khảo sát quốc gia và xuất bản một loạt tài liệu kĩ thuật chuyên sâu. Đặc biệt, năm 2015, tổ chức này đã khai trương trang web NTM Business Surveys, nhằm tổng hợp và công bố các rào cản phi thuế quan từ góc nhìn của doanh nghiệp, giúp họ nắm bắt thực trạng và định hướng chiến lược đối phó.

## Đặc điểm của các biện pháp phi thuế quan
So với các biện pháp thuế quan, biện pháp phi thuế quan có ba đặc điểm nổi bật sau đây:
1. Tính linh hoạt và tính mục tiêu cao hơn so với thuế quan.
  - Khác với thuế quan – vốn phải trải qua quy trình lập pháp chặt chẽ, mất nhiều thời gian và thủ tục khi điều chỉnh mức thuế – thì các biện pháp phi thuế quan thường được ban hành và thực thi thông qua quy trình hành chính, có thể áp dụng nhanh chóng và linh hoạt.
  - Do đó, khi cần phản ứng trước biến động thị trường hoặc hành vi cạnh tranh không lành mạnh từ một quốc gia hay một loại hàng hoá cụ thể, nhà chức trách có thể tuỳ cơ ứng biến, điều chỉnh hoặc thay thế công cụ quản lí nhập khẩu trong thời gian ngắn, đạt được hiệu quả kiểm soát mà thuế quan khó lòng đáp ứng kịp thời.
2. Hiệu lực bảo hộ mạnh mẽ và trực tiếp hơn so với thuế quan.
  - Thuế quan, về bản chất, là hình thức tăng chi phí nhập khẩu thông qua thuế suất, gián tiếp làm giảm khả năng cạnh tranh của hàng hoá ngoại nhập. Nói cách khác, thuế quan “bẻ lái” dòng thương mại bằng cách đặt thêm gánh nặng tài chính.
  - Trong khi đó, nhiều biện pháp phi thuế quan lại tác động trực diện và rõ ràng hơn. Ví dụ như cơ chế hạn ngạch nhập khẩu – một khi mức hạn ngạch được thiết lập thì bất kì hàng hoá vượt quá ngưỡng đều bị cấm cửa tuyệt đối, không cần lí do hay thời gian gia hạn. Hiệu lực tức thời này giúp biện pháp phi thuế quan trở thành “vũ khí” thương mại có sức sát thương mạnh mẽ hơn thuế quan truyền thống.
3. Mức độ ẩn giấu và tính phân biệt đối xử cao hơn thuế quan.
  - Các biện pháp thuế quan, về hình thức, minh bạch và công khai, từ mức thuế, cách tính cho đến quy trình thu – đều được công bố rõ ràng. Do đó, các doanh nghiệp xuất khẩu hoàn toàn có thể tiên liệu được chi phí, từ đó tính toán chiến lược thương mại phù hợp.
  - Ngược lại, nhiều biện pháp phi thuế quan lại mang tính chất “đánh úp” – thiếu minh bạch, khó dự đoán, thậm chí thiên vị theo từng quốc gia, khu vực hoặc loại hàng hoá. Do chúng ít chịu sự ràng buộc của các hiệp định thương mại song phương hay đa phương, các chính phủ dễ dàng lợi dụng để ban hành các rào cản trá hình, gây khó khăn cho bên xuất khẩu mà vẫn giữ được danh nghĩa “đúng luật”.

## Ảnh hưởng chủ yếu của các rào cản phi thuế quan
Các rào cản phi thuế quan tồn tại dưới nhiều hình thức đa dạng và bao phủ trên phạm vi rộng, do đó tác động của chúng đến thương mại quốc tế và các quốc gia xuất nhập khẩu có liên quan là rất khó ước tính một cách chính xác. Tuy vậy, có thể nhận diện những ảnh hưởng chủ yếu của chúng qua bốn phương diện sau:
1. Ảnh hưởng đến sự phát triển của thương mại quốc tế
  - Rào cản phi thuế quan đóng vai trò như một hòn đá tảng cản bước tiến của thương mại toàn cầu. Khi các điều kiện khác không thay đổi, mức độ áp dụng rào cản phi thuế quan tỉ lệ nghịch với tốc độ tăng trưởng thương mại quốc tế.
  - Chẳng hạn, từ thập niên 1950 đến đầu thập niên 1970 – thời kì hậu Thế chiến II – nhiều quốc gia phát triển đã giảm mạnh thuế quan và nới lỏng hoặc bãi bỏ các biện pháp hạn chế định lượng đối với nhập khẩu. Nhờ vậy, thương mại toàn cầu đã có bước phát triển vượt bậc, với tốc độ tăng trưởng trung bình hàng năm đạt 7,2% trong giai đoạn 1950–1973.
  - Ngược lại, kể từ giữa thập niên 1970, việc nhiều quốc gia áp dụng trở lại các rào cản phi thuế quan với nhiều hình thức khác nhau đã kìm hãm đà tăng trưởng thương mại quốc tế. Giai đoạn 1973–1979, tốc độ tăng trưởng trung bình của thương mại toàn cầu giảm xuống còn 4,5%, và chỉ còn khoảng 3% trong giai đoạn 1980–1985.
2. Ảnh hưởng đến cơ cấu mặt hàng và phương hướng địa lí của thương mại quốc tế
  - Rào cản phi thuế quan không chỉ cản trở thương mại nói chung, mà còn làm biến đổi cả cơ cấu mặt hàng lẫn dòng chảy thương mại giữa các khu vực.
  - Sau Đại chiến thế giới lần thứ hai, các sản phẩm bị ảnh hưởng nặng nề bởi rào cản phi thuế quan thường rơi vào ba nhóm: Nông sản bị ảnh hưởng nhiều hơn so với hàng công nghiệp; sản phẩm sử dụng nhiều lao động (en) chịu tác động lớn hơn so với sản phẩm công nghệ cao; các nước đang phát triển và các quốc gia xã hội chủ nghĩa thường là đối tượng bị ảnh hưởng nặng nề hơn so với các quốc gia phát triển.
  - Những xu hướng này gây méo mó cán cân thương mại, làm suy yếu khả năng cạnh tranh quốc tế của các nước đang phát triển và làm chậm lại quá trình hội nhập kinh tế toàn cầu của họ.
3. Ảnh hưởng đến quốc gia nhập khẩu
  - Đối với nước nhập khẩu, rào cản phi thuế quan có thể giúp kiểm soát lượng hàng hoá từ bên ngoài, bảo vệ thị trường nội địa và nền sản xuất trong nước. Tuy nhiên, mặt trái của tấm huân chương này là chúng cũng đẩy giá hàng hoá trong nước tăng cao.
  - Ví dụ, nếu một quốc gia áp dụng biện pháp hạn ngạch nhập khẩu, thì dù giá hàng ở thị trường quốc tế có giảm hay nhu cầu trong nước tăng cao, lượng nhập khẩu vẫn bị giới hạn. Kết quả là, khoảng cách giữa giá trong và ngoài nước sẽ bị nới rộng, dẫn đến giá cả trong nước tăng vọt, nhưng điều này lại vô tình bảo hộ cho các ngành sản xuất trong nước có cùng chủng loại.
  - Tuy nhiên, cái giá phải trả không hề nhỏ. Người tiêu dùng trong nước phải bỏ nhiều tiền hơn cho cùng một món hàng, trong khi các doanh nghiệp xuất khẩu nội địa cũng chịu chi phí đầu vào tăng cao, làm giảm sức cạnh tranh của hàng hoá xuất khẩu.
  - Chính phủ, để cứu vãn tình thế, buộc phải can thiệp bằng các biện pháp như trợ cấp xuất khẩu, làm tăng gánh nặng ngân sách và gián tiếp tăng thuế hoặc nợ công, mà cuối cùng người dân vẫn là người gánh chịu hậu quả.
4. Ảnh hưởng đến quốc gia xuất khẩu
  - Khi một quốc gia nhập khẩu siết chặt các rào cản phi thuế quan, đặc biệt là bằng biện pháp định lượng trực tiếp như hạn ngạch, thì các quốc gia xuất khẩu sẽ bị tổn hại nghiêm trọng.
  - Giá trị xuất khẩu và khối lượng hàng hoá đều có thể giảm sút, gây mất cân bằng thương mại. Nếu quốc gia xuất khẩu có độ co giãn cung lớn (nghĩa là có khả năng điều chỉnh sản lượng linh hoạt), thì thiệt hại về giá bán sẽ ít nghiêm trọng. Ngược lại, nếu quốc gia xuất khẩu có độ co giãn cung nhỏ – tức là khả năng điều chỉnh sản lượng kém – thì giá hàng hoá sẽ chịu áp lực giảm mạnh hơn dưới tác động của các rào cản phi thuế quan.
  - Trên thực tế, phần lớn các nước đang phát triển có độ co giãn cung hàng xuất khẩu thấp do hạn chế về năng lực sản xuất, cơ sở hạ tầng và công nghệ, nên việc gia tăng rào cản phi thuế quan trên toàn cầu đã gây ra tổn thất nghiêm trọng cho các nước đang phát triển, làm suy yếu khả năng cạnh tranh và cản trở quá trình hội nhập, phát triển kinh tế của họ.

## Tranh luận về rào cản phi thuế quan và tự do thương mại
Trong thời kì Đại khủng hoảng kinh tế thế giới, nhiều quốc gia đã ngả theo chủ nghĩa bảo hộ, dẫn đến sự hình thành các khối kinh tế đóng (bloc economy), hay còn gọi là kinh tế khối. Các cường quốc như Anh, Mỹ, Pháp và Hà Lan với phạm vi ảnh hưởng rộng lớn đã thiết lập các liên minh kinh tế quanh mình. Trong khi đó, các nước không có thế lực kinh tế tương đương như Nhật Bản, Đức, Ý và các quốc gia Đông Âu lại chuyển hướng sang chủ nghĩa bành trướng, làm bùng phát làn sóng xâm lược – trở thành một trong những nguyên nhân sâu xa dẫn đến Đại chiến thế giới lần thứ hai. Từ góc độ kinh tế học, tự do thương mại được coi là khuôn khổ tối ưu để thúc đẩy tăng trưởng kinh tế. Việc thiết lập các khối kinh tế đóng trong thời kì khủng hoảng không những không giải quyết được khó khăn, mà còn làm trầm trọng thêm cuộc khủng hoảng. Do đó, sau khi Chiến tranh thế giới thứ hai kết thúc, tự do thương mại đã trở thành nguyên tắc danh nghĩa của thế giới phương Tây, là một loại "chính nghĩa kinh tế" mang tính toàn cầu. Tuy nhiên, trên thực tế, các doanh nghiệp, tổ chức công đoàn, và nông dân là những lực lượng hậu thuẫn chính trị quan trọng ở mỗi quốc gia. Đặc biệt, những ngành không có lợi thế so sánh trên thị trường quốc tế thường gây áp lực chính trị đòi hỏi chính phủ phải thực hiện các biện pháp hạn chế nhập khẩu để bảo vệ họ khỏi cạnh tranh quốc tế – một kiểu "bức tường thành mềm" được dựng nên bằng lá phiếu và sức ép dân sinh.
Mặt khác, càng thúc đẩy tự do thương mại thì nhu cầu vận tải đường dài và tiêu thụ năng lượng càng tăng mạnh, dẫn đến hệ luỵ tiêu cực về môi trường. Từ đó, hình thành quan điểm cho rằng cần hạn chế tự do thương mại vì lí do môi sinh (xem thêm: Khoảng cách thực phẩm).
Từ những bối cảnh như vậy, đã xuất hiện quan điểm cho rằng: để thực hiện các chính sách bảo vệ môi trường, người lao động và nhà sản xuất, việc áp dụng các biện pháp hạn chế nhập khẩu là “cái ác cần thiết”, tức “tội lỗi bắt buộc để bảo vệ cái đúng”. Theo đó, một loạt các rào cản phi thuế quan đã được thực thi dưới nhiều hình thức. Ví dụ tiêu biểu về rào cản phi thuế quan vì lợi ích công cộng:
- Từ chối nhập khẩu thực phẩm hoặc nông sản không đáp ứng các tiêu chuẩn vệ sinh – an toàn nhằm bảo vệ sức khoẻ cộng đồng.
- Loại bỏ các sản phẩm được sản xuất nhờ bóc lột lao động, lợi dụng chi phí nhân công giá rẻ để tăng sức cạnh tranh – gọi là hàng hoá lao động "đum-pinh" (xem thêm: công bằng thương mại).
- Cấm nhập khẩu các mặt hàng vi phạm tín ngưỡng tôn giáo hoặc những điều cấm kị trong văn hoá – đạo đức (ví dụ: sản phẩm từ thịt lợn trong các nước Hồi giáo).
- Giới hạn việc chính phủ mua sắm từ các doanh nghiệp nước ngoài, ưu tiên tuyệt đối cho các công ti trong nước.
- Áp đặt yêu cầu về tỉ lệ nội địa hoá, buộc các sản phẩm bán trong nước phải sử dụng một tỉ lệ tối thiểu linh kiện sản xuất trong nước.
- Áp dụng hạn ngạch phát sóng và trình chiếu nội dung ngoại quốc, nhằm bảo tồn và nuôi dưỡng văn hoá quốc gia, ví dụ: hạn ngạch màn ảnh trong ngành điện ảnh và truyền hình.

Các xu hướng mới gần đây:
- Tẩy chay các sản phẩm sản xuất tại quốc gia không có chính sách bảo vệ người khuyết tật.
- Cấm nhập khẩu hàng hoá từ các nước không có biện pháp xử lí ô nhiễm môi trường hiệu quả.
- Từ chối sản phẩm nông nghiệp và chăn nuôi sử dụng công nghệ biến đổi gene (GMO) hoặc các phương pháp can thiệp sinh học nhân tạo.
- Ngăn chặn nhập khẩu thuỷ sản được đánh bắt trái với thoả thuận quốc tế về quản lí tài nguyên, như trường hợp cá ngừ là một ví dụ điển hình.

Tuy nhiên, từ lập trường của những người ủng hộ tự do thương mại, các biện pháp nêu trên thường bị chỉ trích là "dùng lí do ngoại kinh tế để biện minh cho chủ nghĩa bảo hộ". Họ cho rằng các rào cản phi thuế quan kiểu này đánh tráo khái niệm giữa đạo đức và lợi ích thương mại, và vì vậy, trong nhiều trường hợp, đã dẫn đến tranh chấp giữa các quốc gia, thậm chí leo thang thành xung đột thương mại.
Về nguyên tắc, việc dỡ bỏ rào cản phi thuế quan mang lại lợi ích rõ rệt cho người tiêu dùng, như giảm giá thành sản phẩm, tăng hiệu quả chi tiêu, và mở rộng sự lựa chọn.
Tuy nhiên, cũng có những trường hợp gây thiệt hại cho quyền lợi người tiêu dùng. Ví dụ: Quy định bắt buộc ghi rõ ngày sản xuất trên nhãn thực phẩm từng bị xem là rào cản phi thuế quan bất lợi cho hàng nhập khẩu. Vì vậy, một số nước đã bãi bỏ yêu cầu này, chỉ giữ lại thông tin về hạn sử dụng, khiến người tiêu dùng mất đi thông tin quan trọng về độ tươi mới của sản phẩm.